# Frances Gifford
Mary Frances Gifford (Long Beach, 7 dicembre 1920 – Pasadena, 22 gennaio 1994) è stata un'attrice statunitense, che ha interpretato vari ruoli da protagonista e secondari in molti film degli anni '30 e '40. Il ruolo più noto da protagonista è stato quello nella serie cinematografica La figlia della jungla.

## Filmografia parziale

### Cinema
- Il pilota della morte (Mercy Plane), regia di Richard Harlan (1939)
- Acciuffate quella donna (Hold That Woman!), regia di Sam Newfield (1940)
- La figlia della jungla (Jungle Girl), regia di John English, William Witney (1941)
- La vedova di West Point (West Point Widow), regia di Robert Siodmak (1941)
- La chiave di vetro (The Glass Key), regia di Stuart Heisler (1942)
- Il mio cuore appartiene a papà (My Heart Belongs to Daddy), regia di Robert Siodmak (1942)
- Terra di conquista (American Empire), regia di William C. McGann (1942)
- Il trionfo di Tarzan (Tarzan Triumps), regia di Wilhelm Thiele (1943)
- Angeli all'inferno (Cry 'Havoc'), regia di Richard Thorpe (1943)
- Il matrimonio è un affare privato (Marriage Is a Private Affair), regia di Robert Z. Leonard (1944)
- Luna senza miele (Thrill of a Romance), regia di Richard Thorpe (1945)
- Il sole spunta domani (Our Vines Have Tender Grapes), regia di Roy Rowland (1945)
- La giocatrice (She Went to the Races), regia di Willis Goldbeck (1945)
- La mamma non torna più (Little Mister Jim), regia di Fred Zinnemann (1946)
- Non tormentarmi più (The Arnelo Affair), regia di Arch Oboler (1947)
- Crociera di lusso (Luxury Liner), regia di Richard Whorf (1948)
- La gioia della vita (Riding High), regia di Frank Capra (1950)
- Sky Commando, regia di Fred F. Sears (1953)

### Televisione
- General Electric Theater – serie TV, episodio 2x07 (1953)